# Sông Bá Kết
Sông Bá Kết hay sông Pạc Chí Hồ là một sông trong lưu vực Nậm Thi thuộc Hệ thống sông Hồng, chảy ở huyện Mường Khương tỉnh Lào Cai, Việt Nam .
Sông Bá Kết dài 34 km, diện tích lưu vực 174 km², mã sông "02 02 09 01" .
Sông Bá Kết bắt nguồn từ hợp lưu của suối Văng Xá với dòng Nậm Chảy , chảy về hướng nam tây nam.
Qua xã Nậm Chảy và xã Lùng Vai tới xã Bản Phiệt thì sông đổ vào Nậm Thi.
Một đoạn sông Bá Kết dài cỡ 12 km, từ bản Cốc Phương xã Bản Lầu đến cửa đổ vào Nậm Thi, là đường tự nhiên của Biên giới Việt Trung.

## Chỉ dẫn
1. ↑  Trong tiếng Thái - Tày "Nậm" có nghĩa là nước, sông, suối.